# Nadia Bjorlin
Nadia Alexandra Björlin (thường gọi là Bjorlin; sinh ngày 2 tháng 8 năm 1980) là diễn viên người Mỹ có gốc Iran-Thụy Điển.

## Đời sống cá nhân
Nadia trước đó đã hứa hôn với Daniel Sadek và có quan hệ với diễn viên James Stevenson. Hiện tại Björlin là bạn của ngôi sao phim Days Brandon Beemer.

## Các bộ phim đã đóng
| Năm           | Tên phim                      | Vai diễn       | Ghi chú                                              |
| ------------- | ----------------------------- | -------------- | ---------------------------------------------------- |
| 1999-hiện tại | Days of Our Lives             | Chloe Lane     | Đợt 1:1999-2005;Đợt 2: 29 tháng 11 năm 2007-hiện tại |
| 2002          | The Marriage Undone           | Tracie         |                                                      |
| 2007          | If I Had Known I Was a Genius | -              |                                                      |
| 2007          | Redline                       | Natasha Martin |                                                      |
| 2008          | Jack Rio                      | Sonia Hunter   |                                                      |

## Dẫn chứng
1. ↑  "What" happened on the Soap Cruise 2007?". Soaps.com. Bản gốc lưu trữ ngày 20 tháng 4 năm 2009. Truy cập ngày 30 tháng 7 năm 2009.